# آهوچه پهلوسرخ
آهوچه پهلوسرخ (نام علمی: Cephalophus rufilatus) نام یک گونه از زیرخانواده غزالک است.